# Parafia św. Anny we Wrocławiu
Parafia Świętej Anny we Wrocławiu – rzymskokatolicka parafia znajdująca się w dekanacie Wrocław Krzyki w archidiecezji wrocławskiej. Prowadzona przez Zgromadzenie Księży Misjonarzy św. Wincentego a Paulo. Została erygowana w 1952. Mieści się przy ulicy Sobótki. Od 2020 funkcję proboszcza pełni ks. Jarosław Lawrenz CM.

## Zasięg parafii
Do parafii należą wierni z Wrocławia mieszkający przy ulicach: Adamieckiego, al. Piastów, Avicenny (od nr 30 do końca), Balzaka, Bukowskiego, Cesarzowicka, Darwina, Ks. Dzierżonia, Ks. Feichta, Harcerskiej, Jordanowskiej, Jutrzenki, Bpa Kadłubka, Karmelkowej, Kowalskiego, Leszczynowej, Maleczyńskich, Mikulskiego, Morelowskiego, Nałkowskiej, Ostroroga, Petrażyckiego, Pękalskiego, Rosponda, Skarbka, Sobótki, Solskiego, Stanki, Stefki, Ślęzaka, Śniegockiego, Taszyckiego, Trentowskiego, Wiejskiej, Wysłoucha i Zoli.

## Historia parafii
Dawna podwrocławska wieś Oporów wzmiankowana jest już w 1201 r. Z dokumentu wystawionego wówczas przez papieża Innocentego III dowiadujemy się, że wziął on pod swoją opiekę klasztor w Lubiążu, zatwierdzając zarazem w jego posiadaniu między innymi Oporów.
Stara polska nazwa pochodzi od przezwiska Opor. Rodzima ludność polska utrzymywała się we wsi bardzo długo. Jeszcze na przełomie XVIII i XIX w. na żądanie mieszkańców Oporów przeszedł z niemieckiego ewangelickiego kościoła Zbawiciela wznoszącego się na miejscu, gdzie dziś znajduje się plac Czysty, do polskiej parafii św. Krzysztofa. W latach 1782–1810 we wsi odbyły się jeszcze trzy polskie chrzty.
W XVII i XIX w. Oporów był osadą o charakterze ogrodniczo-rolniczym, która dopiero na przełomie II i II dekady XX w. przekształciła się w osiedle willowe. W tym czasie mieszkańcami Oporowa byli głównie wrocławscy kupcy i przemysłowcy, ludzie zamożni. Jakkolwiek wśród miejscowej ludności przeważali ewangelicy, to jednak nie oni, lecz katolicy zdobyli się na wybudowanie własnym wysiłkiem kościoła. Oporów z dawien dawna należał do parafii św. Michała w Muchoborze Wielkim, do kościoła więc było daleko.
Obecna niewielka świątynia pw. św. Anny powstała w latach 1932–1938 wielkim wysiłkiem małej wspólnoty katolików przy wielu trudnościach ze strony nazistów.
Po wojnie osiedlili się tu liczni naukowcy, głównie pracownicy Uniwersytetu Wrocławskiego.
Pierwszym polskim duszpasterzem tuż po wojnie był kapłan ze Zgromadzenia Księży Misjonarzy Św. Wincentego a Paulo, ks. prof. Hieronim Feicht – wybitny muzykolog, współtwórca i pierwszy rektor Państwowej Wyższej Szkoły Muzycznej we Wrocławiu.
W roku 1947 ks. Hieronim Feicht poświęcił się pracy naukowej, a do pracy duszpasterskiej Zgromadzenie delegowało ks. dra Bartłomieja Szulca, który zmarł po roku pracy i został pochowany w pobliżu kościoła.
Od czasów powojennych do dziś działalność duszpasterską prowadzą kapłani ze Zgromadzenia Księży Misjonarzy św. Wincentego a Paulo.

## Proboszczowie
Proboszczami parafii byli księża: Bartłomiej Szulc, Franciszek Pałka, Edmund Łowiński, Władysław Giemza, Ignacy Zakrzewski, Czesław Surówka, Antoni Stachura, Mieczysław Kozłowski, Stanisław Matuszewski (zmarł 11 lutego 1996 r.), Józef Łucyszyn, od roku 1998 Marek Białkowski CM, od roku 2002 Jacek Wachowiak CM, od roku 2008 Dariusz Dobek CM, od 2012 Mariusz Bradło CM i od 2020 Jarosław Lawrenz CM.